# المؤتمر الدولي للبرمجة الوظيفية
المؤتمر الدولي للبرمجة الوظيفية (بالإنجليزية: International Conference on Functional Programming)‏ هو مؤتمر أكاديمي سنوي في مجال علوم الكمبيوتر برعاية جمعية آلات الحوسبة، بالتعاون مع الجمعية الدولية لمعالجة المعلومات 

## تاريخ
تم عقد المؤتمر الدولي للبرمجة الوظيفية، لأول مرة في عام 1996، ليحل محل مؤتمرين يعقد كل سنتين: البرمجة الوظيفية وهندسة الحاسوب والبرمجة الوظيفية.
يستمر المؤتمر عادة 3 أيام، وتحيط به ورش عمل مشتركة مخصصة للغات وظيفية معينة أو مجالات التطبيق.
عقد المؤتمر الدولي أيضًا مسابقة برمجة سنوية مفتوحة منذ عام 1998، تسمى مسابقة برمجة المؤتمر الدولي للبرمجة الوظيفية.

## الأحداث
- المستخدمون التجاريون للبرمجة الوظيفية.
- ورشة إرلانج
- ندوة هاسكل
- البرمجة الوظيفية والتوضيحية في التعليم.
- مسارات مطوري البرمجة الوظيفية.
- تغيير التفكير المنطقي حول اللغات ذات الديناميكية المتغيرة.
- ورشة عمل حول مناهج وتطبيقات البرمجة الاستقرائية.
- ورشة عمل كاري وبرمجة المنطق الوظيفي.
- ورشة عمل حول البرمجة العامة.
- ورشة عمل حول ميكنة الكينونة.
- ورشة عمل حول المخطط والبرمجة الوظيفية.
- لغات البرمجة تتوافق مع برنامج التحقق - 2007 فقط، وهي الآن تابعة لـ ندوة حول مبادئ لغات البرمجة [الإنجليزية]

## وصلات خارجية
- الموقع الرسمي
- مؤتمر 2008
- مؤتمر 2007
- مؤتمر 2006
- مسابقة المؤتمر| ضبط استنادي | ضبط استنادي                                                                                   |
| ----------- | --------------------------------------------------------------------------------------------- |
| دولية       | - ملف الضبط الاستنادي الافتراضي الدَّولي (VIAF)                                                 |
| وطنية       | - الملف الاستنادي المتكامِل (GND) - مكتبة الكونغرس (LCNAF) - المكتبة القومية الإسرائيلية (J9U) |